# Slovan Liberec (piłka nożna kobiet)
FC Slovan Liberec – czeski klub piłki nożnej kobiet, mający siedzibę w mieście Liberec, w północnej części kraju. W sezonu 2007/08 i od sezonu 2014/15 występuje w rozgrywkach 1. ligi žen.

## Historia
Chronologia nazw:
- 2007: FC Slovan Liberec – po wykupieniu licencji od FK Krásná Studánka

Kobieca drużyna piłkarska Slovan Liberec została założona w Libercu w lipcu 2007 roku. Początki klubu sięgają 1986 roku, kiedy to w Mníšku powstała kobieca drużyna piłkarska, w 1990 roku drużyna grała w III lidze czechosłowackiej, w 1992 roku awansowała do II ligi. W 1993 roku nastąpił podział Czeskiej i Słowackiej Republiki Federacyjnej na dwie niezależnie, odpowiednio organizowano osobno mistrzostwa. W sezonie 1993/94 drużyna startowała w pierwszych rozgrywkach drugiej ligi Czech (ČFL). Po zakończeniu sezonu 1995/96 drużyna przeniosła się do miejscowości Krásné Studánki na przedmieściach Liberca. Od 1996 roku klub występował pod nazwą FK Krásná Studánka w ČŽFL. Pod koniec sezonu 2003/04 zespół awansował do 1. ligi. W najwyższej klasie rozgrywkowej kraju grał przez kolejne trzy sezony. 
W lipcu 2007 roku klub został przejęty przez multisportowy FC Slovan Liberec. W swoim inauguracyjnym sezonie 2007/08 drużyna zajęła 10. miejsce. Ale nastąpiła reforma ligi do 10 drużyn, w wyniku czego ostatnia czwórka w tabeli, w tym i liberecki klub, spadła do Českiej fotbalovej ligi (D2). W sezonie 2008/09 drużyna zajęła drugie miejsce w ČFL, jednak w związku z kolejnym zmniejszeniem ilości drużyn na najwyższym poziomie do 8, kluby z drugiej ligi nie otrzymali promocję. W sezonie 2009/10 zwyciężyła w Českiej fotbalovej lidze, jednak potem w barażu przegrała z Baníkiem Ostrava. W sezonie 2010/11 zwyciężyła w Českiej fotbalovej lidze, ale w barażu o awans wygrała 1:0, 5:0 najpierw ze zwycięzcą Moravskoslezskiej ligi Start Jihlava, ale potem przegrała w dwumeczu 1:1, 1:2 z przedostatnia drużyną pierwszej ligi SK DFO Pardubice. W kolejnym sezonie po wygraniu ČFL pokonała 3:0, 6:2 zwycięzcę MSLŽ Start Jihlava, ale znów potem przegrała 2:2, 2:3 z przedostatnią drużyną pierwszej ligi Baník Ostrava. Sezon 2012/13 klub zakończył na trzecim miejscu w tabeli ČFL. Dopiero w sezonie 2013/14 po wygraniu ČFL drużyna zdobyła zwycięstwo 2:1, 3:2 w barażu z 1. FC Brno i bezpośredni awans do 1.ligi. W 2014/15 zajęła końcowe 5.miejsce w rozgrywkach 1.ligi. W sezonie 2018/19 klub osiągnął swój największy sukces, plasując się na trzeciej pozycji w końcowej tabeli.

## Barwy klubowe, strój, herb, hymn
|  |  |

Klub ma barwy biało-niebieskie. Piłkarki domowe spotkania zazwyczaj grają w niebieskich koszulkach, niebieskich spodenkach oraz białych getrach.
Herb przedstawia kolory Liberca (niebieski i biały) oraz górę Ještěd koło Liberca, na której szczycie znajduje się słynna wieża telewizyjna.

## Sukcesy

### Trofea międzynarodowe
Klub nigdy nie zakwalifikował się do rozgrywek europejskich.

### Trofea krajowe
| \| \| Zdobyte trofea w rozgrywkach Czech (stan na: 31-05-2023) \| |                                                          |      |                                    |
| Rozgrywki                                                         | Osiągnięcie                                              | Razy | Sezon(y)                           |
| Mistrzostwo                                                       | I miejsce                                                | 0    |                                    |
| Mistrzostwo                                                       | II miejsce                                               | 0    |                                    |
| Mistrzostwo                                                       | III miejsce                                              | 1    | 2018/19                            |
| Puchar                                                            | zdobywca                                                 | 0    |                                    |
| Puchar                                                            | finalista                                                | 0    |                                    |
| Puchar                                                            | półfinalista                                             | 2    | 2017/18, 2018/19                   |
| II liga                                                           | I miejsce                                                | 4    | 2009/10, 2010/11, 2011/12, 2013/14 |
| II liga                                                           | II miejsce                                               | 1    | 2008/09                            |
| II liga                                                           | III miejsce                                              | 1    | 2012/13                            |
| Czechy                                                            | Zdobyte trofea w rozgrywkach Czech (stan na: 31-05-2023) |      |                                    |

## Poszczególne sezony

### Rozgrywki międzynarodowe

#### Europejskie puchary
Nie uczestniczył w rozgrywkach europejskich.

### Rozgrywki krajowe
| \| Czechy \| Bilans występów klubu w rozgrywkach piłkarskich Czech (Stan na 31 maja 2023 r.) \| \| |                                                                                 |        |       |   |   |   |    |    |     |                     |        |        |      |
| Poziom                                                                                             | Rozgrywki                                                                       | Sezony | Mecze | Z | R | P | B+ | B– | Pkt | Lata                | Awanse | Spadki | Naj. |
| I                                                                                                  | 1. liga žen                                                                     | 10     |       |   |   |   |    |    |     | 2007/08, od 2014/15 | 0      | 1      | 3    |
| II                                                                                                 | 2. liga žen                                                                     | 6      |       |   |   |   |    |    |     | 2008–2014           | 1      | 0      | 1    |
| | Puchar Czech                                                                    | 15     |       |   |   |   |    |    |     | od 2007             | 0      | 0      | 1/2  |
| Czechy                                                                                             | Bilans występów klubu w rozgrywkach piłkarskich Czech (Stan na 31 maja 2023 r.) |        |       |   |   |   |    |    |     |                     |        |        |      |

## Piłkarki, trenerzy, prezydenci i właściciele klubu

### Trenerzy
...
- ?: Břetislav Frydrych, Vladimír Housa, Miroslav Pižl, Petr Hrdlička, Jaroslav Gajdoš, Luboš Rubáš, Antonín Kudláček, Jiří Dvořák, Josef Lexa

...
- od 2021:  Petr Myslivec

## Struktura klubu

### Stadion
Drużyna rozgrywa swoje mecze domowe na boisku Stadion u Nisy w Libercu, który może pomieścić 1.500 widzów.

## Kibice i rywalizacja z innymi klubami

### Derby
- Sparta Praga
- Slavia Praga